# Kuklinów (osada leśna)
Kuklinów – osada leśna w Polsce, położona w województwie wielkopolskim, w powiecie krotoszyńskim, w gminie Kobylin.
W latach 1975–1998 miejscowość położona była w województwie leszczyńskim.